# Monazita-(Ce)
La monazita-(Ce) és un mineral de la classe dels fosfats, que pertany al grup de la monazita. Va rebre el seu nom l'any 1829 per Johann Friedrich August Breithaupt del grec μουάζω, ser solidari, en al·lusió a la raresa de la seva presència a les primeres localitats conegudes. El sufix "Ce" s'ajusta a la Regla de Levinson per a minerals de terres rares, per al membre dominant de ceri de la sèrie monazita.

## Característiques
La monazita-(Ce) és un fosfat de fórmula química Ce(PO₄). Cristal·litza en el sistema monoclínic. La seva duresa a l'escala de Mohs es troba entre 5 i 5,5. És el membre aclaparantment més comú del grup de la monazita. És un mineral àmpliament distribuït com a accessori en roques ígnies granítiques i roques metamòrfiques gneisses, i en sorres detritals derivades d'elles.
Segons la classificació de Nickel-Strunz, la monazita-(Ce) pertany a «08.A - Fosfats, etc. sense anions addicionals, sense H₂O, només amb cations de mida gran» juntament amb els següents minerals: nahpoïta, monetita, weilita, švenekita, archerita, bifosfamita, fosfamita, buchwaldita, schultenita, chernovita-(Y), dreyerita, wakefieldita-(Ce), wakefieldita-(Y), xenotima-(Y), pretulita, xenotima-(Yb), wakefieldita-(La), wakefieldita-(Nd), pucherita, ximengita, gasparita-(Ce), monazita-(La), monazita-(Nd), rooseveltita, cheralita, monazita-(Sm), tetrarooseveltita, chursinita i clinobisvanita.

## Formació i jaciments
Va ser descoberta a la Reserva Natural d'Ilmen, a l'óblast de Txeliàbinsk, al districte Federal dels Urals (Rússia). Es troba àmpliament distribuïda i ha estat localitzada a tots els continents del planeta, fins i tot a l'Antàrtida. Als territoris de parla catalana ha estat descrita a la Sèrra de Horno, una serra situada al municipi de Vielha e Mijaran (Vall d'Aran).